# Mbombela
Mbombela – gmina w Republice Południowej Afryki, w prowincji Mpumalanga, w dystrykcie Ehlanzeni. Siedzibą administracyjną gminy jest Nelspruit.